# Miejsca spoczynku władców Węgier
Miejsca spoczynku władców Węgier:

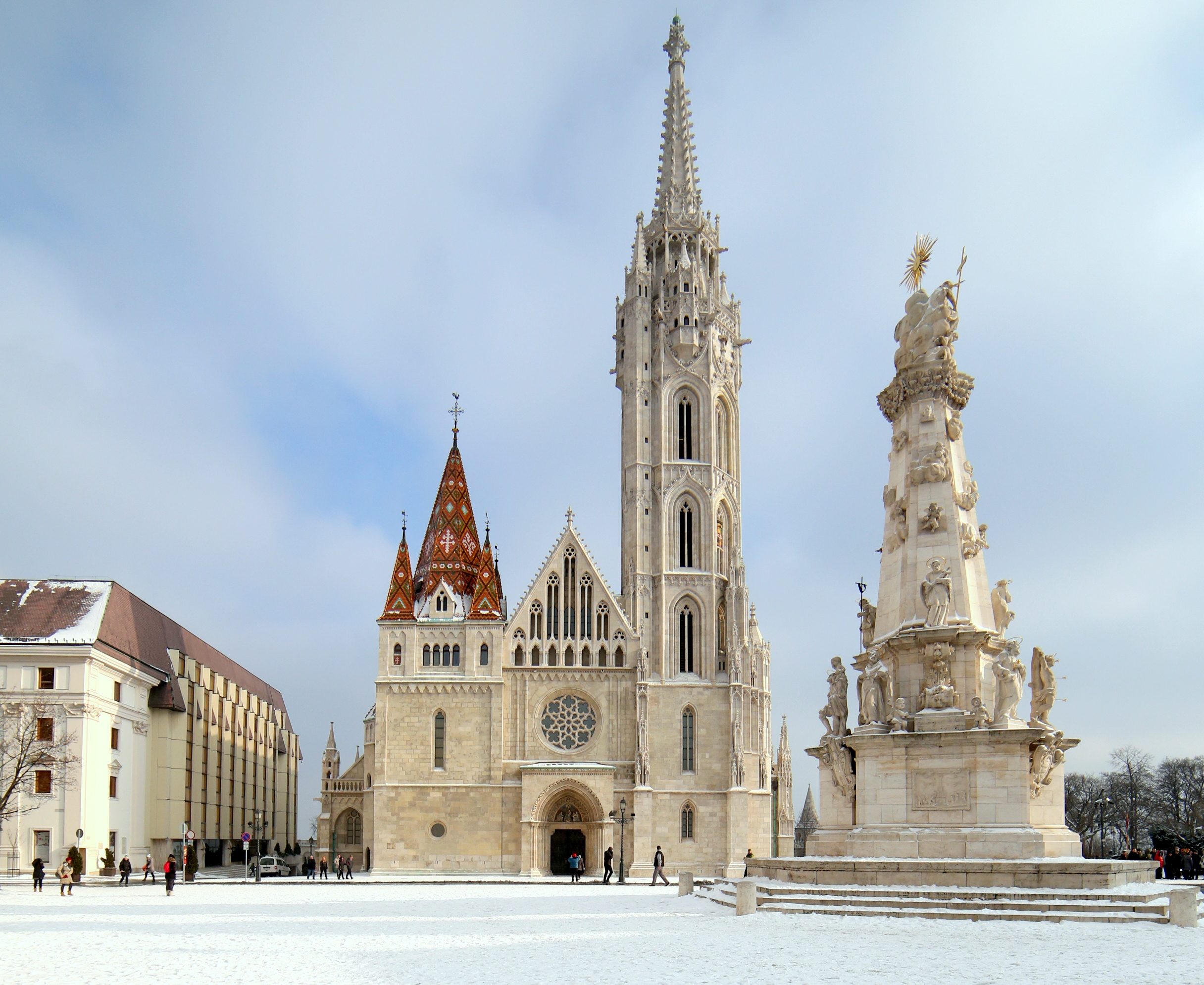
Kościół Macieja w Budapeszcie

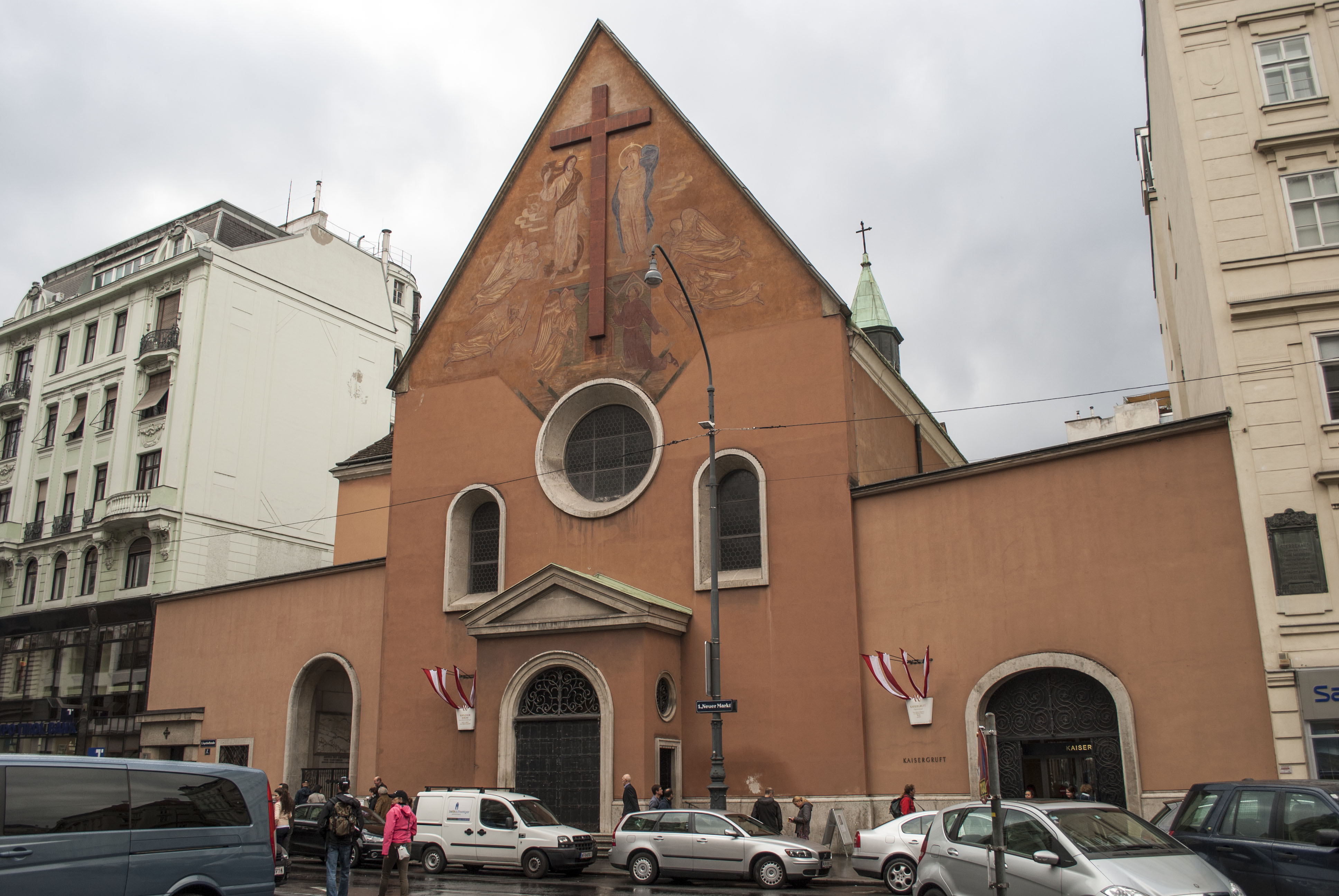
Kościół Kapucynów w Wiedniu

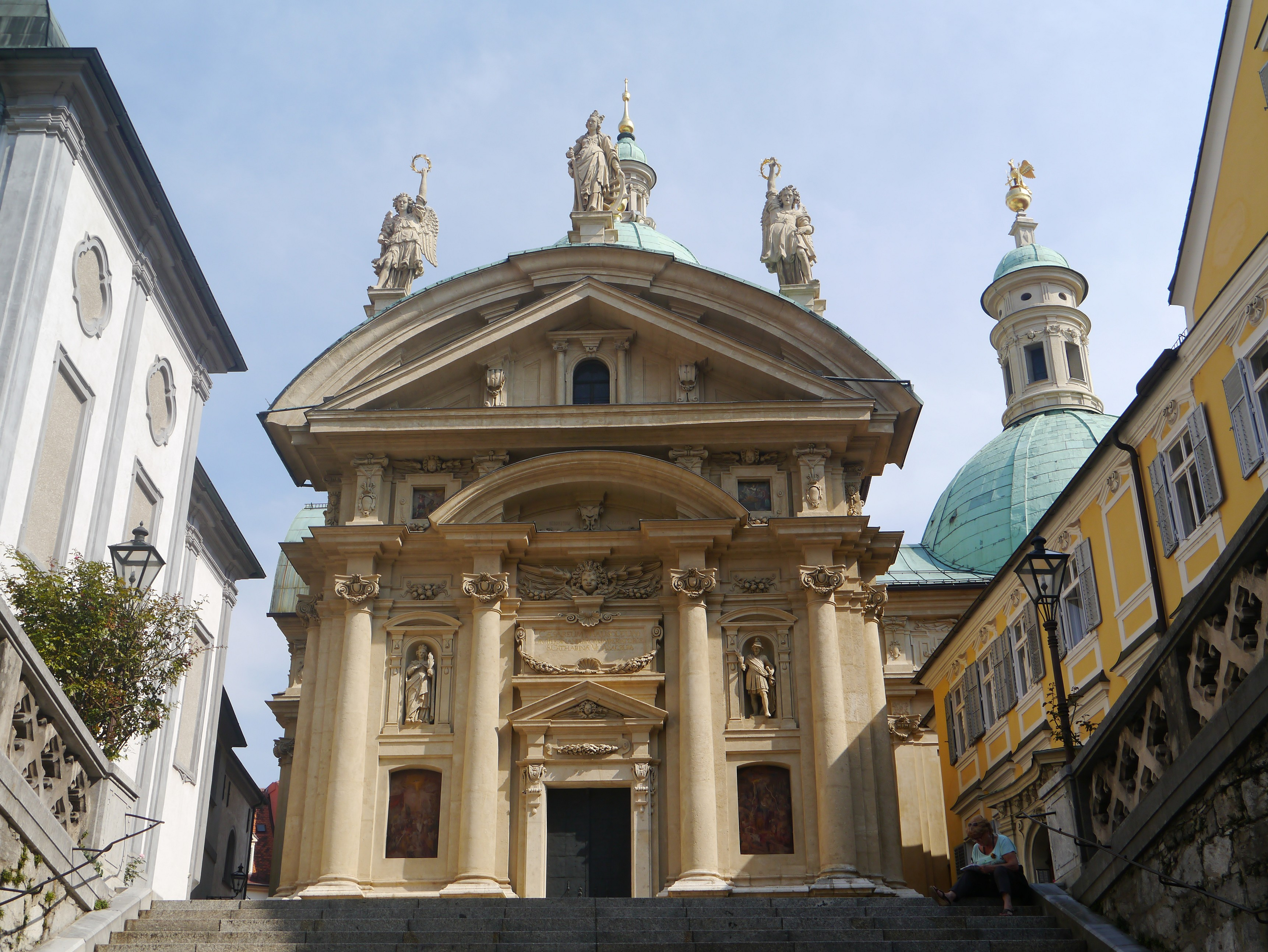
Mauzoleum Ferdynanda II w Grazu

- Katedra Panny Marii w Székesfehérvár – Stefan I Święty, Koloman Uczony, Bela II Ślepy, Gejza II, Władysław II, Stefan IV, Władysław III, Andrzej III, Karol Robert, Ludwik I Wielki, Albrecht I Habsburg, Maciej Korwin, Władysław II Jagiellończyk, Ludwik II Jagiellończyk, Jan Zápolya
- Opactwo benedyktyńskie w Tihany – Andrzej I
- Opactwo benedyktyńskie w Szekszárdzie – Bela I
- Katedra Wniebowzięcia Najświętszej Maryi Panny w Puli – Salomon
- Katedra w Vácu – Gejza I
- Katedra w Oradei – Władysław I Święty, Stefan II, Maria Andegaweńska, Zygmunt Luksemburski
- Katedra w Ostrzyhomiu – Stefan III, Bela IV
- Kościół Macieja w Budapeszcie – Bela III,
- Katedra w Egerze – Emeryk
- Klasztor cystersów w Igris – Andrzej II
- Klasztor dominikański na Czepelu w Budapeszcie – Stefan V
- Katedra w Csanádzie – Władysław IV Kumańczyk
- Bazylika św. Jakuba w Zbrasławiu w Pradze – Wacław III
- Klasztor Seligenthal w Landshut – Bela V
- Kościół św. Andrzeja w Wyszehradzie – Karol II Mały
- Archikatedra Świętych Wita, Wacława i Wojciecha w Pradze – Władysław Pogrobowiec, Ferdynand I Habsburg, Maksymilian II Habsburg, Rudolf I Habsburg
- Katedra św. Michała w Alba Iulia – Jan II Zygmunt Zápolya
- Krypta Kapucyńska w Kościele Kapucynów w Wiedniu – Maciej Habsburg, Ferdynand III Habsburg, Ferdynand IV Habsburg, Leopold I Habsburg, Józef I Habsburg, Karol III Habsburg, Maria Teresa Habsburg, Józef II Habsburg, Leopold II Habsburg, Franciszek I Habsburg, Ferdynand V Habsburg, Franciszek Józef I
- Mauzoleum Ferdynanda II w Grazu – Ferdynand II Habsburg
- Kościół Najświętszej Maryi Panny w Monte koło Funchal – Karol IV Habsburg

## Dawne miejsca spoczynku
- Katedra Panny Marii w Székesfehérvár – Bela III

## Miejsca spoczynkuwładców Siedmiogrodu

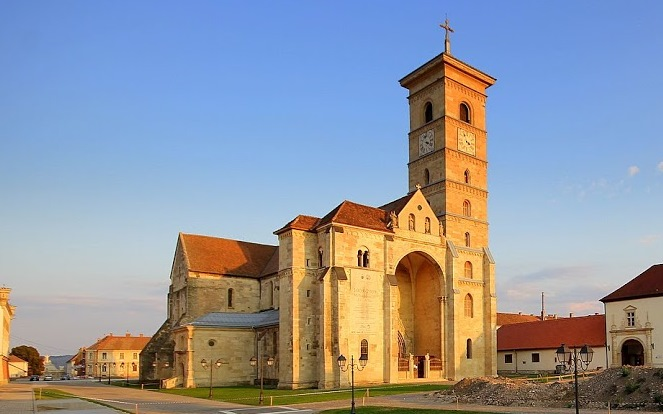
Katedra św. Michała w Alba Iulia

Księstwo Siedmiogrodu powstało w 1570 z przekształcenia Wschodniego Królestwa Węgier i istniało do 1711.
- Bazylika archikatedralna św. Stanisława i św. Wacława w Krakowie – Stefan Batory
- Archikatedra Świętych Wita, Wacława i Wojciecha w Pradze – Zygmunt Batory
- Katedra św. Michała w Alba Iulia – Andrzej Batory, Stefan Bocskay
- Kościół kalwiński w Szerencs – Zygmunt Rakoczy
- Kościół w Nyírbátor – Gabriel Batory
- Kościół ewangelicki w Kieżmarku – Imre Thököly
- Katedra św. Elżbiety w Koszycach – Franciszek II Rakoczy